# 15 أبريل
- السبت
- الأحد
- الاثنين
- الثلاثاء
- الأربعاء
- الخميس
- الجمعة

- 2929 رمضان 1446  هـ
- 301 شوال 1446  هـ
- 312 شوال 1446  هـ
- 13 شوال 1446  هـ
- 24 شوال 1446  هـ
- 35 شوال 1446  هـ
- 46 شوال 1446  هـ
- 57 شوال 1446  هـ
- 68 شوال 1446  هـ
- 79 شوال 1446  هـ
- 810 شوال 1446  هـ
- 911 شوال 1446  هـ
- 1012 شوال 1446  هـ
- 1113 شوال 1446  هـ
- 1214 شوال 1446  هـ
- 1315 شوال 1446  هـ
- 1416 شوال 1446  هـ
- 1517 شوال 1446  هـ
- 1618 شوال 1446  هـ
- 1719 شوال 1446  هـ
- 1820 شوال 1446  هـ
- 1921 شوال 1446  هـ
- 2022 شوال 1446  هـ
- 2123 شوال 1446  هـ
- 2224 شوال 1446  هـ
- 2325 شوال 1446  هـ
- 2426 شوال 1446  هـ
- 2527 شوال 1446  هـ
- 2628 شوال 1446  هـ
- 2729 شوال 1446  هـ
- 2830 شوال 1446  هـ
- 291 ذو القعدة 1446  هـ
- 302 ذو القعدة 1446  هـ
- 13 ذو القعدة 1446  هـ
- 24 ذو القعدة 1446  هـ

15 أبريل أو 15 نيسان أو يوم 15 \ 4 (اليوم الخامس عشر من الشهر الرابع) هو اليوم الخامس بعد المئة (105) من السنة البسيطة، أو اليوم السادس بعد المئة (106) من السنوات الكبيسة وفقًا للتقويم الميلادي الغربي (الغريغوري). يبقى بعده 260 يوما لانتهاء السنة.

## أحداث
- 1517 - إعدام السلطان طومان باي آخر سلاطين الدولة المملوكية، وكان ذلك إيذانًا بانتهاء العصر المملوكي وبداية تبعية مصر للدولة العثمانية.
- 1865 - اغتيال الرئيس الأمريكي أبراهام لينكون برصاصة أطلقها عليه جون ويلكس بوث في «مسرح نورد» في واشنطن حيث كان يشاهد مع زوجته عرضًا مسرحيًّا.
- 1912 - غرق السفينة آر إم إس تيتانيك بعد اصطدامها بجبل جليدي في المحيط الأطلسي.
- 1929 - افتتاح أول مركز تسوق في محطة قطار وهو مركز تسوق هانكيو في محطة أوميدا بأوساكا في اليابان.
- 1955 - افتتاح أول مطعم من سلسلة مطاعم ماكدونالدز للوجبات السريعة في إلينوي بالولايات المتحدة.
- 1958 - انعقاد مؤتمر أكرا والذي عقد بناء على مجهودات رئيس غانا كوامي نكروما، ويعتبر هذا المؤتمر نواة للوحدة الأفريقية.
- 1961 - بدء الهجوم الأمريكي على مطارات كوبا وأحياء هافانا خلال غزو خليج الخنازير.
- 1975 - اكتشاف 2784 دومايكو أحد كويكبات حزام الكويكبات الرئيسي.
- 1976 - منتخب الكويت لكرة القدم يفوز بكأس بطولة الخليج الرابعة والمقامة في دولة قطر.
- 1982 - تنفيذ حكم الإعدام بخالد الإسلامبولي وخمسة من معاونيه بتهمة اغتيال الرئيس المصري محمد أنور السادات.
- 1983 - افتتاح ديزني لاند في مدينة طوكيو تحت اسم طوكيو ديزني لاند.
- 1986 - غارة أمريكية على مدينتي طرابلس وبنغازي الليبيتين.
- 1989 - بداية مظاهرات الطلاب الصينيين في ميدان تيانانمن وذلك للمطالبة بالإصلاح والديمقراطية.
- 2002 -
  - السلطات الإسرائيلية تلقي القبض على مروان البرغوثي.
  - سقوط طائرة ركاب صينية قرب مدينة بوسان الكورية ومصرع جميع ركابها.
- 2010 - الرئيس القيرغيزي المخلوع قرمان بيك باقايف يستقيل من منصبه ويغادر إلى كازاخستان.
- 2013 - انفجار عبوة ناسفة أثناء ماراثون بوسطن يؤدي إلى مقتل 3 أشخاص وإصابة حوالي 100 شخص آخر.
- 2014 - تعيين الفريق أول يوسف الإدريسي رئيساً لجهاز الاستخبارات السعودية خلفاً للأمير بندر بن سلطان.
- 2017 - تفجير سيارة مفخخة في منطقة الراشدين في حلب يوقع 126 قتيلًا من مهجري كفريا والفوعة ومقاتلي المعارضة السورية.
- 2018 - بدء فعاليات القمة العربية التاسعة والعشرين في الظهران.
- 2019 - اندلاع حريق هائل في كاتدرائية نوتردام دو پاري يُؤدِّي إلى انهيار سقفها وبُرجها، وفرق الإطفاء تقول بأنَّ سبب الحريق يُرجَّح أن يكون أعمال الترميم.
- 2020 - عدد الإصابات المؤكدة بجائحة فيروس كورونا يتخطّى حاجز المليوني شخص حول العالم، من بينهم أكثر من 134 ألف حالة وفاة وحوالي 511 ألف حالة تماثلت للشفاء.
- 2022 - قوات الاحتلال الإسرائيلية تقتحم المسجد الأقصى لإقامة شعائر دينية يهودية لمدة أسبوع في باحة المسجد بمناسبة عيد الفصح اليهودي، وإصابة ما لا يقل عن 150 فلسطينيًا.
- 2023 - اشتباكات عنيفة بين القوات المسلحة السودانية وقوات الدعم السريع في أنحاء مختلفة من البلاد.

## مواليد
- 1452 - ليوناردو دا فينشي، رسام إيطالي وأحد فناني عصر النهضة.
- 1489 - سنان آغا، معماري عثماني.
- 1642 - سليمان الثاني، سلطان عثماني.
- 1707 - ليونهارت أويلر، عالم رياضيات سويسري.
- 1839 - يعقوب صنوع، رائد من رواد المسرح المصري والصحافة المصرية الساخرة.
- 1858 - إميل دوركايم، فيلسوف وعالم في علم الاجتماع فرنسي.
- 1870 - مينا بنسون هوبارد، مستكشفة كندية.
- 1874 - يوهانس شتارك، عالم فيزياء ألماني حاصل على جائزة نوبل في الفيزياء عام 1919.
- 1892 - محمد القصبجي، ملحن مصري.
- 1894 - نيكيتا خروتشوف، رئيس الاتحاد السوفيتي الأسبق.
- 1895 - زينب صدقي، ممثلة مصرية.
- 1896 - نيكولاي سيميونوف، عالم كيمياء روسي حاصل على جائزة نوبل في الكيمياء عام 1956.
- 1905 - عبد الفتاح القصري، ممثل مصري.
- 1907 - نيكولاس تينبرغن، عالم سلوك حيواني وعالم طيور هولندي حاصل على جائزة نوبل في الطب عام 1973.
- 1910 - أمينة رزق، ممثلة مصرية.
- 1911 - محمد متولي الشعراوي، عالم مسلم مصري.
- 1912 - كيم إل سونغ، رئيس كوريا الشمالية.
- 1920 - ريتشارد فون فايتسكر، رئيس ألمانيا الأسبق.
- 1928 - موسى الصدر، عالم شيعي ومؤسس حركة أفواج المقاومة اللبنانية - أمل.
- 1930 - فيغديس فينبوغادوتير، رئيسة أيسلندا الرابعة.
- 1935 - نايف أبو عبيد، شاعر أردني.
- 1931 - توماس ترانسترومر، شاعر سويدي حاصل على جائزة نوبل في الأدب عام 2011.
- 1937 - خيرية أحمد، ممثلة مصرية.
- 1938 - كلاوديا كاردينالي، ممثلة إيطالية.
- 1942 - غينادي لوغوفيت، لاعب كرة قدم سوفيتي.
- 1943 - زينب حبش، شاعرة وكاتبة فلسطينية.
- 1945 - كاظم القلاف، ممثل ومخرج كويتي.
- 1948 -
  - حياة الفهد، ممثلة كويتية.
  - مايكل كامن، موسيقي أمريكي.
- 1950 -
  - جوزيان بالاسكو، مخرجة فرنسية.
  - عبد الرحمن بن حمد العطية، أمين عام مجلس التعاون لدول الخليج العربية.
  - دان سوليفان، رجل أعمال أمريكي.
- 1955 - دودي الفايد، رجل أعمال مصري.
- 1957 - أحمد بن محمد اللويمي، طبيب بيطري وأكاديمي سعودي.
- 1959 -
  - إيما تومسون، ممثلة إنجليزية.
  - توماس ف. ويلسن، ممثل أمريكي.
- 1960 - فيليب ليوبولد ماري، سابع ملوك بلجيكا.
- 1961 - كارول غريدر، عالمة أحياء جزيئية أمريكية حاصلة على جائزة نوبل في الطب عام 2009.
- 1974 - أيمن بهجت قمر، ملحن مصري.
- 1978 - لويس فونسي، مغني بورتوريكي.
- 1979 - آنا تورف، ممثلة أسترالية.
- 1980 - ميسون الرويلي، ممثلة سعودية.
- 1981 - أندريس داليساندرو، لاعب كرة قدم أرجنتيني.
- 1982 -
  - ألبيرت رييرا، لاعب كرة قدم إسباني.
  - سيث روجن، ممثل كندي.
- 1986 - توم هيتون، لاعب كرة قدم إنجليزي.
- 1990 - إيما واتسون، ممثلة إنجليزية.
- 1992 - ناثانيل مينديز لاينغ، لاعب كرة قدم إنجليزي.

## وفيات
- 1517 - طومان باي، سلطان مملوكي.
- 1765 - ميخائيل لومونوسوف، كاتب وعالم روسي.
- 1865 - أبراهام لينكون، رئيس الولايات المتحدة السادس عشر.
- 1888 - ماثيو أرنولد، شاعر إنجليزي.
- 1889 - الأب داميان، راهب ومبشر بلجيكي.
- 1912 - إدوارد جون سميث، قبطان سفينة تيتانيك.
- 1927 - غاستون ليرو، كاتب فرنسي.
- 1980 - جان بول سارتر، كاتب وفيلسوف فرنسي حاصل على جائزة نوبل في الأدب عام 1964.
- 1982 - خالد الإسلامبولي، قاتل الرئيس المصري محمد أنور السادات.
- 1990 - غريتا غاربو، ممثلة سويدية.
- 1998 - بول بوت، سياسي وعسكري كمبودي.
- 2002 - أنطوان ريمي، مخرج ومنتج لبناني.
- 2012 - سمير سعيد، لاعب كرة قدم كويتي.

## أعياد ومناسبات
- مهرجان أريرانغ في كوريا الشمالية للاحتفال بعيد ميلاد كيم إل سونغ.

## وصلات خارجية
- وكالة الأنباء القطريَّة: حدث في مثل هذا اليوم.
- النيويورك تايمز: حدث في مثل هذا اليوم.
- BBC: حدث في مثل هذا اليوم.